# 李穀 (高麗)
李糓（：／，1298年—1351年），本贯韓山李氏，字中父，號稼亭，曾用名芸白。高麗王朝末期學者、詩人、政治人物。

## 生平
1298年8月28日（元大德二年七月壬寅）生于高麗韓山郡，其父李自成是韓山郡的官吏，在李穀很小的時候就去世了。
李糓師從于高麗著名的朱子學者李齊賢，為推動程朱理學在朝鮮半島的傳播和發展做出了貢獻。其子李穑也是高麗末期的理學大家。
1317年，李穀考中了本國的擧子。1320年秋，考中本國秀才科第二名，調任福州（今新興郡朝陽面塔洞里）司錄參軍事。1332年秋, 參加元朝征東省鄕試，奪得鄉試第一名。1333年，在元大都（元朝京師）殿試中獲得二甲，賞賜進士出身，授予元朝承事郎翰林國史院檢閱官的官職。
1334年，李穀奉“勉勵學校詔書”（興學詔）回到征東省（即高麗）。第二年被授予本國典儀副令；同年，去大都，元朝廷授給他儒林郎徽政院（一作“敬政院”）管勾的職務。
此後多次在高麗開京和元大都之間往返，在元朝和本國（高麗）均有任職：歷任本國奉翊大夫判典校寺事、知密直司事、匡靖大夫政堂文學、匡靖大夫都僉議贊成事、右文館大提學、監春秋館事、上護軍等職，並被封爲“重大匡韓山君”；元朝也曾授給他奉訓大夫中瑞司典簿、中書差監倉、奉議大夫征東行中書省左右司郞中等職。
1351年1月28日（至正十一年正月初一）去世，謚文孝。
李穀著作有《稼亭集》二十卷。